# Onne (Nigeria)
Koordinaten: 4° 45′ N, 7° 2′ O
Onne ist ein Vorort von Port Harcourt im Bundesstaat Rivers in Nigeria.
Onne hat einen Freihafen für die Erdöl- und Gasindustrie. Er ist der erste privat betriebene Hafen in Nigeria.
Das Federal Ocean Terminal (FOT) hat einen Eisenbahnanschluss nach Port Harcourt.